# Zwitserse spoorwegen

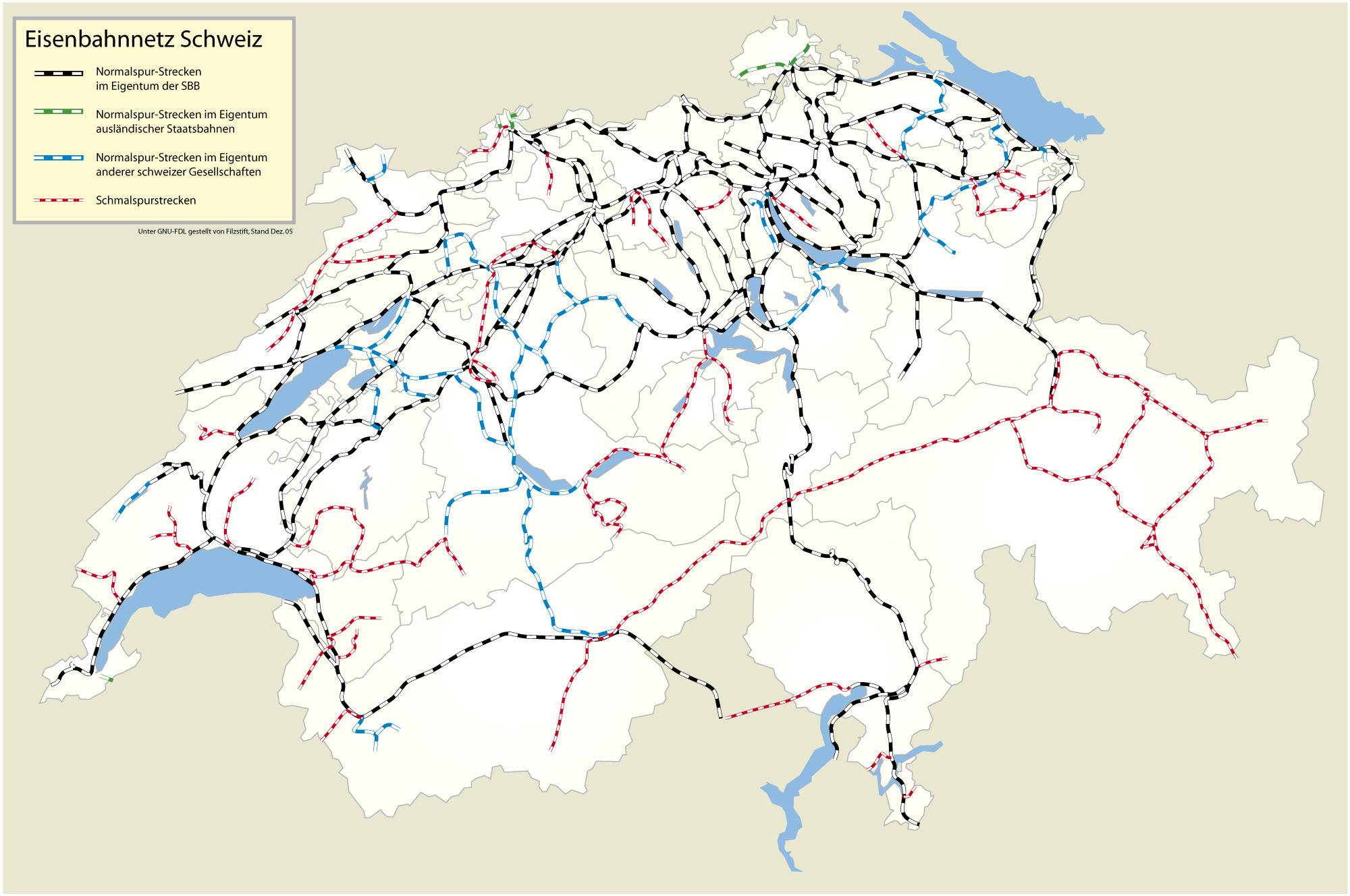
Zwitsers spoorwegnet (2004)

Zwitserland heeft een uitgebreid spoorwegnet dat functioneert met een hoge punctualiteit. Het wordt aangevuld door een dicht netwerk van postbussen, bussen, trams, veerboten en kabelbanen en vormt daarmee een van de dichtste netwerken van openbaar vervoer ter wereld.
Ook vervoeren de spoorwegen veel goederen. Met name het vervoer door de Alpen, tussen Duitsland en Italië, is van belang voor het land, dat de hoeveelheid transitverkeer per vrachtauto wil verminderen. In 2021 werd 74,9 procent van het goederenverkeer door de Alpen in Zwitserland per spoor gerealiseerd.

## Karakteristieken
Vanwege het bergachtige karakter van het land kennen de lijnen veel tunnels en bruggen. Op met name de bergachtige trajecten is de snelheid van de treinen laag vanwege de vele bogen en tandrad-trajecten. De spoorwegen zijn vrijwel geheel geëlektrificeerd.
- Lengte van het gehele netwerk: 5.317 km[2]
- Normaalspoor: 3.846 km
- Smalspoor: 1.471 km

Verder werd in 2020:
- 1.772 stations en treinstopplaatsen bediend
- 30,3 miljoen netto ton-kilometer/dag goederen vervoerd
- 1,8 miljoen passagiers/dag getransporteerd
- 59,8 miljoen persoonskilometer/dag gerealiseerd
- 36.337 voltijds equivalent personeel hiervoor ingezet

## Private spoorwegmaatschappijen

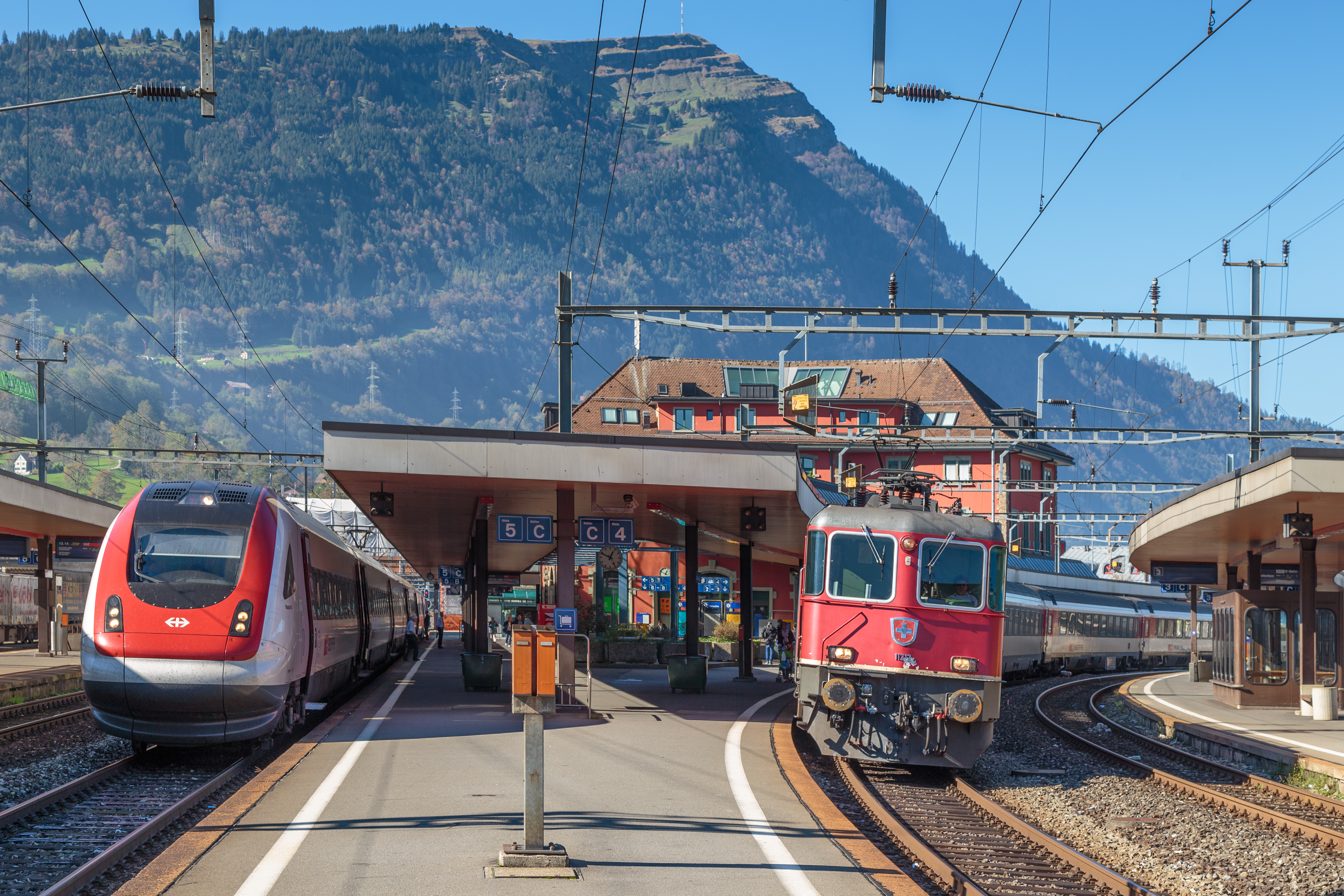
SBB CFF treinen in Arth-Goldau

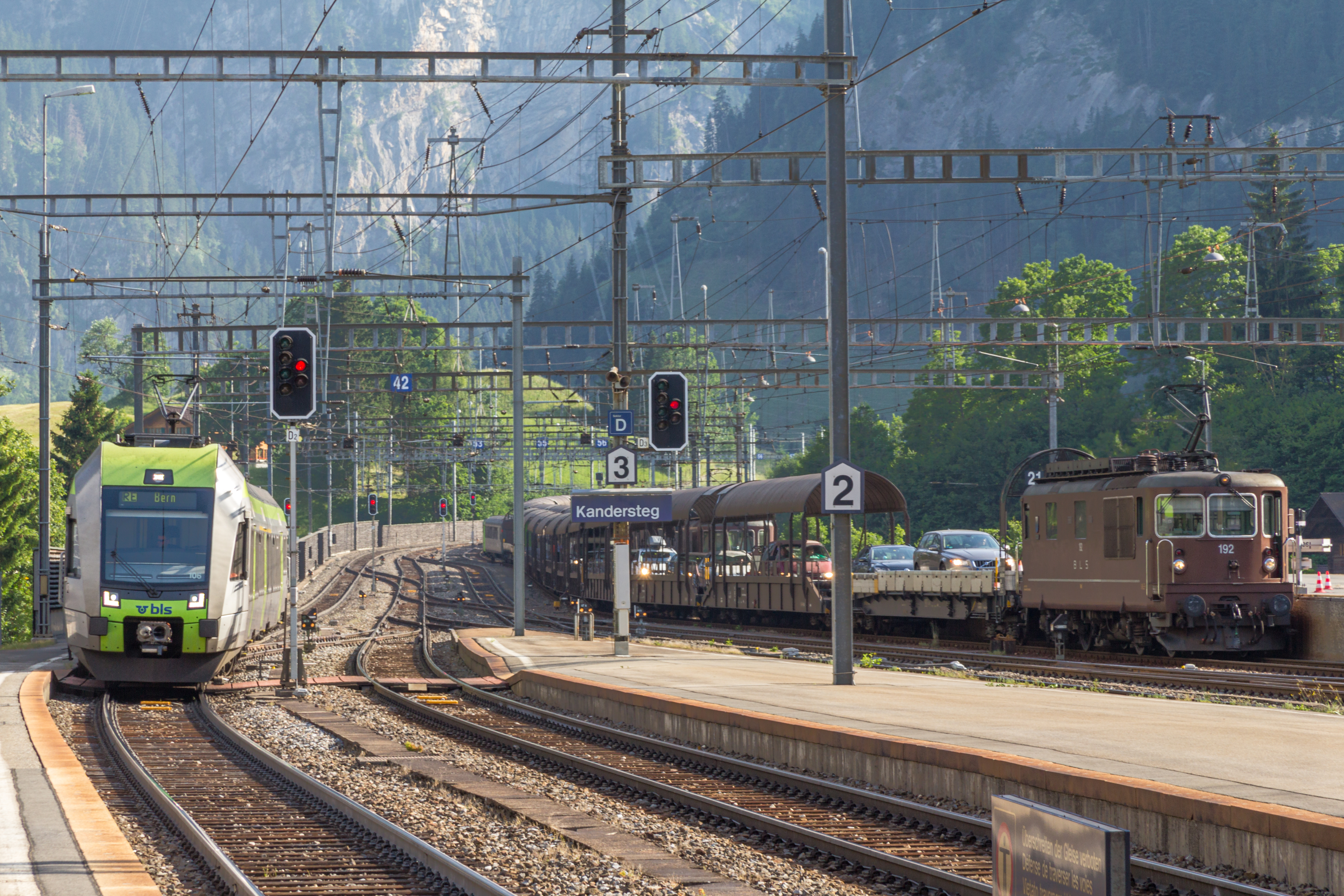
BLS RABe 535 en autotrein door de Lötschberg

Naast het door de staatsspoorwegen SBB CFF FFS geëxploiteerde hoofdnetwerk zijn er van oudsher een veelheid aan spoorwegmaatschappijen actief in het land. Hoewel geheel of gedeeltelijk in handen van overheden, vaak kantons, worden de overige maatschappijen als privaat beschouwd.
Sommige private spoorlijnen hebben het karakter van hoofdspoorlijn, zoals de BLS AG. Meestal gaat het  om lokale of regionale spoorlijnen, soms met smalspoor, die met lichter materieel rijden en daarmee een soort lightrail of lighttrain avant la lettre vormden (overigens kenden meer landen gelijkwaardige lokale spoorwegen, maar de exploitatie is vaak stopgezet). In de Alpen zijn er veel berglijnen, soms met tandrad, met een uitgesproken toeristisch karakter.
De verschillende maatschappijen werken samen. Zo is het gebruikelijk dat maatschappijen elkaars materieel op verschillende trajecten inzetten. Treinen sluiten op knooppunten op elkaar aan en het is mogelijk doorgaande kaartjes te kopen voor verschillende maatschappijen. 
Wegens ruimtegebrek rijden er nergens zoveel lokaallijnen (deels) op straat als in Zwitserland. Ook tegen het verkeer in. Dat kan een korte "lighttrain" zijn, zoals in Aigle, maar er rijden ook zware locomotieven met rijtuigen links of midden op straat, zoals in Le Prese en Chur. Sommige doorgangen op straat zijn net niet te klein voor een trein, zoals te Li Curt en Bex. Beveiliging is er vaak amper. Vroeger waren er nog meer straattrajecten.

## Bahn 2000 en AlpTransit
Op het netwerk van de SBB CFF FFS worden voortdurend diverse belangrijke infrastructurele werken uitgevoerd. Onder de naam Bahn 2000 werd de voorbije decennia gewerkt aan diverse projecten in het Zwitserse middenland, waar de grote steden liggen. De belangrijkste hiervan waren:
- Een hogesnelheidslijn, geschikt voor 200 km/h, tussen Mattstetten en Rothrist, op de lijn Zürich - Olten - Bern. Deze is in december 2004 in bedrijf gegaan.
- Een tunnel tussen Zürich en Thalwil, waardoor er capaciteit vrijkomt op de oude lijn.
- Het vergroten van de capaciteit van het hoofdstation van Zürich.
- Capaciteitsvergroting op het traject Genève - Coppet.

Een nog groter project was AlpTransit: de bouw van een nieuwe Gotthard- en Lötschbergtunnel waarvan de basistunnels in respectievelijk 2016 en 2007 in dienst werden genomen. De Gotthard-basistunnel is de langste en diepst gelegen spoortunnel ter wereld, als metrotunnels buiten beschouwing worden gelaten. Daarnaast wordt er op de lijnen naar deze tunnels toe de capaciteit en de snelheid verhoogd.

## Samenwerking
Hoewel Zwitserland geen lid is van de Europese Unie, streeft het land er wel naar de spoorwegen op dezelfde manier te reorganiseren als in de rest van Europa. Dit houdt in dat het spoorwegnet open komt te staan voor vervoerders uit heel Europa. Dit betekent vooral dat er concurrentie kan ontstaan bij het goederenverkeer; bij de personenvervoerders blijft het meeste voorlopig zoals het is. Wel is er de laatste jaren bij de private maatschappijen een tendens tot fuseren, waardoor er steeds minder maatschappijen overblijven.